# Natalja Warlej
Natalja Władimirowna Warlej (ros. Наталья Владимировна Варлей, ur. 22 czerwca 1947 w Konstancy) – radziecka i rosyjska aktorka filmowa i teatralna.

## Życiorys
Urodziła się w Rumunii, ale dzieciństwo spędziła w Murmańsku, gdzie jej ojciec pracował jako kapitan floty dalekomorskiej. Uczyła się w szkole muzycznej. Pod koniec lat 50. rodzina Warlejów przeniosła się do Moskwy. W 1965 ukończyła Państwową Szkołę dla Artystów Cyrkowych i Estradowych i jako ekwilibrystka zaczęła występować w jednym ze stołecznych zespołów.
Występowała w duecie ze znanym rosyjskim klaunem Leonidem Engibarowem. Za jego pośrednictwem poznała reżysera filmowego Georgija Jungwalda-Chilkiewicza, który zaproponował jej rolę w filmie Wzór tęczy. Epizodyczna rola pielęgniarki przeszła bez echa, ale kolejna rola – Niny w filmie Gajdaja Kaukaska branka, czyli nowe przygody Szurika przyniosła jej sławę. W 1967 Natalja zakończyła pracę w cyrku i zapisała się na studia aktorskie w Instytucie im. Borysa Szczukina. Ukończyła je w 1971 i została aktorką Moskiewskiego Teatru Dramatycznego im. K. Stanisławskiego.
W 1991 wzięła udział w realizacji projektu "Gwiazdy teatru i kina śpiewają", występując na koncertach, które zostały utrwalone na płycie zatytułowanej "Radio MPS".
Odznaczona Orderem Przyjaźni (Орден Дружбы). W 1989 została uhonorowana tytułem Zasłużonej Artystki RFSRR.
Jest mężatką (mąż Władimir Tichonow), ma dwóch synów.

## Filmografia
- 1966: Wzór tęczy jako pielęgniarka
- 1966: Kaukaska branka, czyli nowe przygody Szurika jako Nina
- 1967: Wij jako panienka
- 1970: Bieg jako dziewczyna z kozą
- 1971: Dwanaście krzeseł jako Liza
- 1974: Trzy dni w Moskwie jako Ola
- 1975: Wielka atrakcja jako Dasza
- 1976: Cyrk w cyrku jako Tania
- 1983: Talizman (film) jako matka Diuka
- 1989: Błędy młodości
- 2005: 12 miesięcy
- 2006: Volkodav: Ostatni z rodu Szarych Psów jako Mat Kendarat